# Тимофеев, Сергей Алексеевич
Серге́й Алексе́евич Тимофе́ев (род. 3 апреля 1966, Иваново) — российский футбольный арбитр. В прошлом футболист. Выступал на позиции защитника. Играл за АПК (Азов), «Торпедо» (Таганрог).
Судейскую карьеру начал в 1997 году. В 1998 году дебютировал в Первенстве среди клубов КФК, в 1999 году — во Втором дивизионе ПФЛ. Матчи высшего дивизиона судил с 2003 по 2008 год, в общей сложности провёл как главный судья 38 матчей. Арбитр региональной категории.